# Elieser ben Jakob der Jüngere
R. Elieser ben Jakob der Jüngere (auch: Eliezer ben Jakob d. J.) war ein Tannaite des zweiten nachchristlichen Jahrhunderts.
Er war Akiba-Schüler und nach dem Bar-Kochba-Aufstand bei der Versammlung in Uscha. Vereinzelt wird die Redaktion des Midrasch Sifre sutta auf ihn oder sein Lehrhaus zurückgeführt.